# Rossella Acerbo
Rossella Acerbo, pseudonimo di Rossella Ancidoni (Roma, 25 agosto 1973), è una doppiatrice, direttrice del doppiaggio e dialoghista italiana.
È nota soprattutto per essere la voce italiana di Amy Wong in Futurama.

## Biografia
Comincia la sua carriera di doppiatrice già da bambina, prestando la voce a Drew Barrymore in E.T. l'extra-terrestre. È sorella del doppiatore Sandro Acerbo e del defunto Maurizio Ancidoni, nonché cugina dei doppiatori Fabrizio Manfredi e Massimiliano Manfredi. Proprio come suo fratello Sandro, utilizza come cognome d'arte quello nubile della madre, Paola Acerbo. Sposata con Manuele Roma (fonico e assistente al doppiaggio), ha due figli, Lucrezia, anch'ella doppiatrice, e Gianmarco. Si è presentata spesso come membro della giuria nelle premiazioni sostenute a Romics.

## Riconoscimenti
- Festival del Doppiaggio Voci nell'Ombra, anno 2000, come miglior voce caratterista categoria televisione.
- Premio "Ferruccio Amendola" al Gran galà del doppiaggio - Romics 2017

## Doppiaggio

### Film
- Drew Barrymore in E.T. l'extra-terrestre, 50 volte il primo bacio, I ragazzi della mia vita, Duplex - Un appartamento per tre, Charlie's Angels, Charlie's Angels - Più che mai, La verità è che non gli piaci abbastanza, Amore a mille... miglia, Insieme per forza, Vertenza inconciliabile
- Reese Witherspoon in Cruel Intentions - Prima regola non innamorarsi, American Psycho, La fiera della vanità, Rendition - Detenzione illegale, Penelope, 40 sono i nuovi 20 Big Little Lies
- Lisa Kudrow in Avviso di chiamata, Marci X, Friends, Happy Endings, P.S. I Love You, Easy Girl, Cattivi vicini, Cattivi vicini 2, La rivincita delle sfigate, Non succede, ma se succede..., Space Force, Grace and Frankie
- Michelle Rodriguez in Fast and Furious, Resident Evil, Fast & Furious - Solo parti originali, World Invasion, Fast & Furious 6, Fast & Furious 7, Fast & Furious 8, Fast & Furious 9 - The Fast Saga, Fast X
- Amanda Peet in FBI: Protezione testimoni, FBI: Protezione testimoni 2, Ipotesi di reato, Identità, Sballati d'amore, Please Give, Io sono tu
- Heather Graham in Boogie Nights - L'altra Hollywood, Austin Powers - La spia che ci provava
- Marion Cotillard in Taxxi, Taxxi 2, Taxxi 3, Piccole bugie tra amici
- Penélope Cruz in Prosciutto prosciutto, The Hi-Lo Country, Blow, Passione ribelle, Gothika, Nine
- Vanessa Bayer in La festa prima delle feste, Carrie Pilby, Ibiza, Quel pazzo venerdì, sempre più pazzo
- Katie Holmes in Go - Una notte da dimenticare, The Gift
- Judy Greer in Three Kings, 30 anni in un secondo, Jurassic World
- Neve Campbell in Sex Crimes - Giochi pericolosi
- Amy Smart in Crank
- Jessica Biel in Le regole dell'attrazione, Blade: Trinity, Io vi dichiaro marito e... marito
- Jane Krakowski in Alfie, Aiuto vampiro
- Amanda Bynes in Sydney White - Biancaneve al college
- Shannon Elizabeth in American Pie, American Pie 2, American Pie: Ancora insieme
- Rebecca De Mornay in 2 single a nozze - Wedding Crashers
- Zooey Deschanel in Elf - Un elfo di nome Buddy, A casa con i suoi
- Kelly Macdonald in Nanny McPhee - Tata Matilda
- Denise Nickerson in Willy Wonka e la fabbrica di cioccolato (ridoppiaggio)
- Mara Hobel in Mammina cara
- Leanne Rowe in Oliver Twist
- Anne Hathaway in Agente Smart - Casino totale
- Luisella Tuttavilla in Natale sul Nilo
- Pauley Perrette in The Ring
- Ciara in Indovina perché ti odio
- Gabrielle Union in Bad Boys II
- Joy Bryant in London
- Kristin Chenoweth in Vita da camper
- Brandy Norwood in Incubo finale
- Brooke Nevin in Leggenda mortale
- Roselyn Sánchez in Colpo grosso al drago rosso - Rush Hour 2
- Kristy Swanson in Big Daddy - Un papà speciale
- Erykah Badu in Le regole della casa del sidro
- Mariah Carey in Zohan - Tutte le donne vengono al pettine
- Clémentine Baert in Dream Team
- Maggie Gyllenhaal in Il ladro di orchidee
- Fairuza Balk in American History X
- Sandra Speichert in La magia dell'arcobaleno
- Tanya Allen in Silent Hill
- Lauren Bowles in Angry Games - La ragazza con l'uccello di fuoco
- Kate Moran in La chiave di Sara
- Sheri Moon in La casa del diavolo, Le streghe di Salem, 31
- Renée Elise Goldsberry in Pistol Whipped - L'ultima partita
- Carrie Henn in Aliens - Scontro finale
- Alyson Hannigan in Ho sposato un'aliena
- Alexandra Wentworth in Jerry Maguire
- Emma Stone in La coniglietta di casa
- Tiffani Thiessen in Shriek - Hai impegni per venerdì 17?
- Leila Arcieri in L'asilo dei papà
- Chloë Sevigny in Zodiac
- Alexandra Jiménez in Anacleto: Agente secreto
- Amber Valletta in Dead Silence
- Lake Bell in La sposa fantasma
- Lindsey Connell in Il cubo 2 - Hypercube
- Leonor Varela in Blade II
- Lauren Lee Smith in The Last Kiss
- Missi Pyle in Galaxy Quest
- Leslie Bibb in Prossima fermata: l'inferno
- Annie Parisse in Quel mostro di suocera
- Poorna Jagannathan in The Circle
- Amanda Tapping in Stargate: L'arca della verità, Stargate: Continuum
- Marcell Duprey in Virtual Sexuality
- Shelley Nicole in Momentum
- Anne Suzuki in Returner - Il futuro potrebbe essere storia
- Marley Shelton in Lo scapolo d'oro
- Béatrice Joinet in La lampada di Wood
- Urzila Carlson in Kinda Pregnant
- Monika Mariotti in Death Before the Wedding

### Serie televisive
- Lisa Kudrow in Friends, Web Therapy, Angie Tribeca, Unbreakable Kimmy Schmidt, Grace and Frankie, Feel Good, Space Force, Friends: The Reunion
- Alexandra Krosney e Amanda Fuller in L'uomo di casa
- Reese Witherspoon in Big Little Lies - Piccole grandi bugie, The Morning Show, Tanti piccoli fuochi
- Drew Barrymore in Santa Clarita Diet, Insatiable
- Judy Greer in I'm Sorry
- Lake Bell in Boston Legal
- April Bowlby in Drop Dead Diva
- Sarayu Rao in Padre in affitto
- Natalie Morales in White Collar
- Janina Gavankar in The Gates - Dietro il cancello
- Amanda Tapping in Stargate SG-1, Stargate Atlantis
- Jasika Nicole in Fringe
- Wolke Hegenbarth e Jana Klinge in Hamburg Distretto 21
- Sarah Thompson in Settimo cielo
- Chloë Sevigny in Law & Order: Unità Speciale
- Monica Raymund in Chicago Fire, Chicago Med e Chicago PD
- Tembi Locke in I viaggiatori
- Bridget Regan in Grey's Anatomy
- Michael Michele in Homicide
- Annie Ilonzeh in Charlie's Angels
- Oona Chaplin in Il Trono di Spade
- Ming-Na in E.R. - Medici in prima linea
- Nikki Cox in Las Vegas
- Angel Coulby in Merlin
- Mia Kirshner in The L Word
- Beatriz Luengo in Paso adelante
- Shanola Hampton in Shameless
- Olivia Molina in Fisica o chimica
- Tempestt Bledsoe in I Robinson
- Tina Yothers in Casa Keaton
- Ellen Muth in Dead Like Me
- Genelle Williams in Private Eyes
- Sheeri Rappaport, Melissa Marsala, Reiko Aylesworth, Elena Lyons, Jane Adams, Shannon Hazlett, Laurie Fortier, Betsy Rue, Melanie Paxson, Ashley-Nicole Sherman, Jennifer Hall e Gina Philips in CSI - Scena del crimine
- Megalyn Echikunwoke, Samaire Armstrong, Tamara Taylor, Jessica Szohr e Vivian Dugré in CSI: Miami
- Ashley Johnson, Myndy Crist, JoNell Kennedy e Jillian Bach in The Mentalist
- Kelly Hu, Frankie Shaw, Dana Davis, Eve Mauro, Natalie Martinez e Sarah Christine Smith in CSI: NY
- Cara Gee in The Expanse
- Tina Chilip in Elementary
- Katrina Law in Arrow
- Maria Ruiz in True Lies

### Film TV e miniserie TV
- Kristanna Loken in La saga dei Nibelunghi
- Lenca Kubalkova in Fantaghirò 2
- Reese Witherspoon in Tanti piccoli fuochi
- Kathryn Hahn in The Shrink Next Door
- Betsy Turnez in Benvenuti in famiglia

### Soap opera e telenovelas
- Nihal Işiksaçan in Cherry Season - La stagione del cuore
- Courtney Hope e Lark Voorhies in Beautiful
- Melanie Fronckowiak in Rebelde
- María Pía Galeano in Perla nera
- Lauralee Bell in Febbre d'amore (1º doppiaggio)

### Animazione
- Micia (2ª voce) in Hello Spank
- Annette in Sui monti con Annette
- Vari personaggi in Mila e Shiro - Due cuori nella pallavolo
- Izzy in A tutto reality: le origini
- Amy Wong in Futurama
- Piedino in Alla ricerca della Valle Incantata, Alla ricerca della Valle Incantata 2, Alla ricerca della Valle Incantata 3 - Il mistero della sorgente, Alla ricerca della Valle Incantata 4 - La terra delle nebbie, Alla ricerca della Valle Incantata 5 - L'isola misteriosa
- Azusa Fuyutsuki in GTO - Great Teacher Onizuka
- Tom Becker in Holly e Benji - Due fuoriclasse, Holly e Benji, sfida al mondo
- Elisa Maza in Gargoyles - Il risveglio degli eroi
- Dorothy ne Nel regno di Oz
- Pink in Dick Figures: il film
- DoppiaW in Gibì e DoppiaW
- Brenda in Sausage Party - Vita segreta di una salsiccia
- Azusa Shiratori in Ranma ½
- Jack in Flo la piccola Robinson
- Fulminella in Biancaneve - E vissero felici e contenti
- Claire Redfield in Resident Evil: Degeneration , Resident Evil: L'isola della morte
- Tanya Toposkovich in Fievel sbarca in America
- Betta in Bertha
- Black Arachnia in Transformers: Beast Machines
- Daphne Blake in The New Scooby and Scrappy-Doo Show (2º doppiaggio) e I 13 fantasmi di Scooby-Doo
- Freeda Velasco in Blue submarine no. 6
- Ginny (Mako) in Una sirenetta fra noi
- Infermiera Clare in Hilltop Hospital
- Infermiera della scuola, Céline Dion ed Estella in South Park
- Jane e Melissa in Johnny Bravo
- Jill in Pet Shop of Horrors
- Judy in Cowboy Bebop, Cowboy Bebop - Il film
- Kiriki in Tao Tao
- Lia in Esteban e le misteriose città d'oro
- Roda in Queen Emeraldas
- Satsuki Iida in Super Gals! - Tre ragazze alla moda
- Tom Cat in Violence Jack
- Veronica Lodge in Zero in condotta
- Kumiko Nakamura (2ª voce, st.32+) in I Simpson
- Mai in Dragon Ball Z - La battaglia degli dei, Dragon Ball Z - La resurrezione di 'F'
- Sheila in I Griffin
- Maria Gonzalez in Bordertown
- Cruz Ramirez in Cars 3
- Kycillia Zabi in Mobile Suit Gundam GQuuuuuuX
- Sandra White in Pupazzi senza gloria
- Flamenca in Emoji - Accendi le emozioni
- Connie in Big Mouth
- Irma Gobb in Mr. Bean  (st. 2)
- Gheppio/Nibbio (1ª voce) in Le avventure del bosco piccolo
- Terra Brian in Maledetti scarafaggi
- Shenzi in Il re leone
- Dab-Dab, l'anatra in Dolittle[3]
- Janice Templeton in Baby Boss e Baby Boss 2 - Affari di famiglia
- Kycilia Zabi in Mobile Suit Gundam GQuuuuuuX

### Videogiochi
- Cruz Ramirez in Cars 3 - In gara per la vittoria[4]

### Direttore del doppiaggio
- Charlotte (2ª ediz.)
- Mr. Bean (st. 2-4)
- Bluey (st. 1-3)
- Vinland Saga (st. 1)
- Chiamatemi Anna